# Mordellistena aertsi
Mordellistena aertsi is een keversoort uit de familie spartelkevers (Mordellidae). De wetenschappelijke naam van de soort is voor het eerst geldig gepubliceerd in 1963 door Ermisch.